# 韩道口镇
韩道口镇，是中华人民共和国河南省商丘市夏邑县下辖的一个乡镇级行政单位。

## 行政区划
韩道口镇下辖以下地区：
红佛寺村、前班口村、崔楼村、黑李庄村、刘集村、陈塘村、张范庄村、仲楼村、范楼村、张八楼村、韩北村、韩西村、韩南村、韩东村、韩东北村、穆楼村、韩庄村、前顾厂村、后顾厂村、西顾厂村、潘马楼村、邱阁村、大刘庄村、胡屯村、老庄村、后罗寨村、前罗寨村、洪花园村、毛庄村、卢杨庄村和胡门楼村。